# پلام آیلند (ماساچوست)
پلام آیلند (به انگلیسی: Plum Island) یک منطقهٔ مسکونی در ایالات متحده آمریکا است که در ماساچوست واقع شده‌است.